# Idaea ossiculata
Idaea ossiculata är en fjärilsart som beskrevs av Lederer 1871. Idaea ossiculata ingår i släktet Idaea och familjen mätare. Inga underarter finns listade i Catalogue of Life.